# Joseph H. Wales
Joseph Howe Wales (* 27. November 1907 in Iowa City, Iowa; † 21. August 2002 in Corvallis, Oregon) war ein US-amerikanischer Ichthyologe, der Pionierarbeit bei der Erforschung des Teufelskärpflings (Cyprinodon diabolis) im Devils Hole in Nevada leistete.

## Leben
Wales war der Sohn von Robert Ware und Stella Laverne Wales, geborene Sortor. Im Alter von 10 Jahren zog er mit seinen Eltern nach Pasadena, Kalifornien. Im Jahr 1926, noch vor seinem Highschool-Abschluss, schrieb er für die Zeitschrift Condor, in der er Artikel über die Schuppenhalstaube und Möwen veröffentlichte. Zusammen mit George Sprague Myers sammelte er 1930 drei Exemplare des inzwischen ausgestorbenen Ash-Meadows-Killifisches (Empetrichthys merriami). Im selben Jahr machte er seinen Abschluss zum Bachelor of Arts. Im März 1930 unternahm er einen Tauchausflug im Devils Hole, sammelte den Holotypus und veröffentlichte im September 1930 in der Zeitschrift Copeia die Erstbeschreibung zum Teufelskärpfling. 1932 graduierte er unter der Leitung von Tage Skogsberg zum Master of Arts an der Stanford University. 1934 wurde er zum Ph.D. promoviert. 1935 heiratete er Elizabeth Audine Bangle, eine Kommilitonin aus Stanford. Später arbeitete er als biologischer Sachverständiger im Bureau of Fish Conservation, California Division of Fish and Game in San Francisco, Kalifornien, als Distrikt-Fischereibiologe in Mount Shasta, für die California Trout Investigation und in den kalifornischen Fischbrutanstalten. Er war der erste Biologe des California Department of Game and Fish, der sich mit Fischparasiten beschäftigte. Nach dem Tod seiner ersten Frau im Jahr 1956, lernte er Brenda Gable kennen, die er 1959 heiratete. Im selben Jahr wurde er außerordentlicher Professor für Lebensmittelwissenschaften und -technologie sowie Pathologe an der Oregon State University, wo er bis 1979 in der Forschung tätig war. Er beschäftigte sich mit Leberkrebs bei Regenbogenforellen, Hämatomen bei Forellen, Protozoeninfektionen sowie mit der mikroskopischen Anatomie von Lachsfischen. Er hatte mindestens 12 Veröffentlichungen zwischen 1939 und 1983.
In ihrer Freizeit züchteten Wales und seine Frau Englisches Vollblut auf ihrem Anwesen bei Mount Shasta. Wales wurde 1963 Fellow der American Association for the Advancement of Science und war Mitglied der American Fisheries Society.

## Schriften (Auswahl)
- Life History of the Blue Rockfish Sebastodes mystinus, 1952
- Trout of California, 1959
- mit John D. Castell, Russell Otto Sinnhuber, Donald Jack Lee: Essential fatty acids in the diet of rainbow trout (Salmo gairdneri): physiological symptons of EFA deficiency, 1972
- mit William Tosh Yasutake: Microscopic Anatomy of Salmonids: An Atlas, United States Department of the Interior, Fish and Wildlife Service, 1983
- Russell O. Sinnhuber, Jerry D. Hendricks, Joseph H. Wales, George B. Putnam: Neoplasms in rainbow trout, a sensitive animal model for environmental carcinogenesis. In: Annals of the New York Academy of Sciences. Band 298, Nr. 1, September 1977, ISSN 0077-8923, S. 389–408, doi:10.1111/j.1749-6632.1977.tb19280.x.
- Charles E. Warren, Joseph H. Wales, Gerald E. Davis, Peter Doudoroff: Trout Production in an Experimental Stream Enriched with Sucrose. In: The Journal of Wildlife Management. Band 28, Nr. 4, Oktober 1964, S. 617–660, doi:10.2307/3798780, JSTOR:3798780.
- Joseph H. Wales: Three protozoan diseases of trout in California. In: California Fish and Game. 1955.